# Drug Enforcement Administration

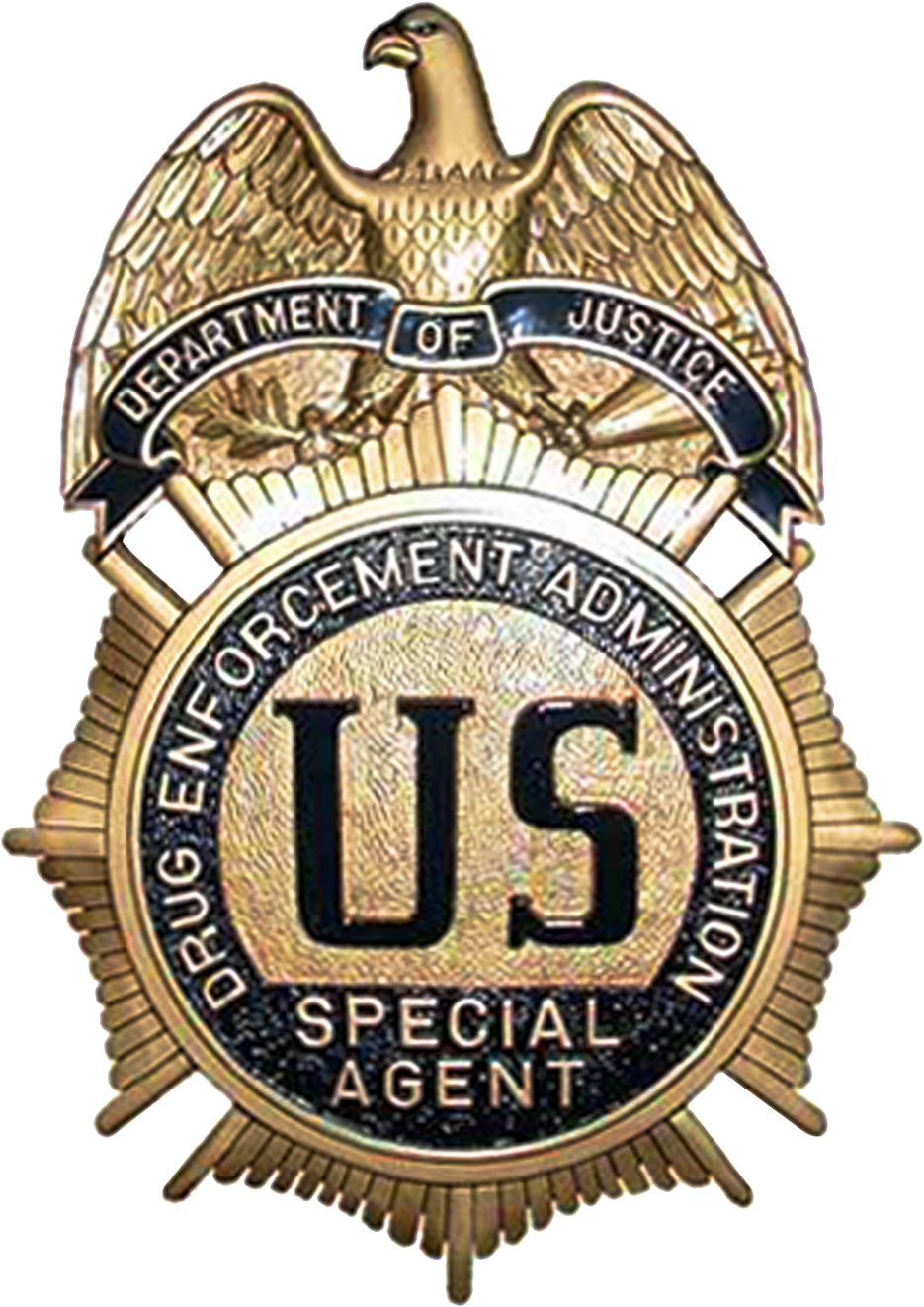
DEA jelvény

A Drug Enforcement Administration (Kábítószer-ellenes Hivatal) speciális, a Szövetségi Igazságügyi Minisztérium alá tartozó rendőri szerv az Amerikai Egyesült Államokban, fő feladata a kábítószer-csempészés és terjesztés megakadályozása, illetve a kábítószerrel kapcsolatos szervezett bűnözés elleni küzdelem. Tagjainak megszólítása a legtöbb szövetségi rendőri szerv tagjaihoz hasonlóan "ügynök" (agent). Civil szervezet, nem katonai rend szerint tagozódik, az ügynökök nem viselnek egyenruhát, csak bevetéseken. Széles nyomozati jogkörrel rendelkezik, kábítószerügyekben gyakran működik együtt a Szövetségi Nyomozóirodával, a legkiterjedtebb hatáskörű szövetségi rendőri szervvel.